# جيمي آدمسون
جيمي آدمسون (بالإنجليزية: Jimmy Adamson)‏ (مواليد 4 أبريل 1929) هو لاعب كرة قدم. يلعب مع منتخب إنجلترا لكرة القدم. سبق له أن لعب في كأس العالم لكرة القدم مع منتخب بلاده.

## روابط خارجية
- جيمي آدمسون على موقع قاعدة بيانات كرة القدم.إي يو (الإنجليزية)
- جيمي آدمسون على موقع عالم كرة القدم.نت (الإنجليزية)